# Порок (зброя)

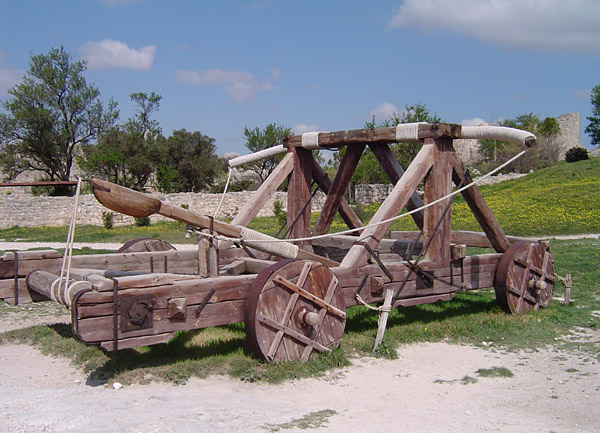
Порок

Поро́к (д.-рус. порокъ) — давньоруська загальна назва метальних машин руського війська (за словником В. І. Даля — «таран») у XII — XVI століттях. Одне з останніх застосувань пороків — в 1545-1552 роках під час Казанських походів Московської держави проти Казанського ханства.
Слово порок, пороки (прасл. *porkъ) вважають похідним від *perti, *pьrti («бити», «перти») — очевидно, звідси також і слово «праща».

## Історія
Переважно під назвою «пороків» малися на увазі усі облогові метальні знаряддя. Ще під час облоги Царгорода Олег за допомоги метальних машин «розбиша многі палати» візантійців, також їх застосовували під час штурму улицького Пересічня 914-го. Наступний етап розвитку подібної зброї було пов'язано з Балканськими походами Святослава: під час оборони Доростола «руси метали на ромейську фалангу стріли та камені з метальних знарядь».